# Philippe Hurault de Cheverny
Pour les articles homonymes, voir Hurault.
Philippe Hurault, comte de Cheverny (Cheverny, 25 mars 1528 – Cheverny, 30 juillet 1599) est un magistrat français du XVIe siècle. Il fut garde des sceaux de France à partir de 1578 puis chancelier de France de 1583 à 1588 et de 1590 à 1599.
Il fut considéré à l'avènement d'Henri III comme une sorte de chef du gouvernement. Sous le règne suivant, malgré ses liens politiques avec la Ligue, il se rallia à Henri IV qui le maintint dans sa fonction de chancelier.

## Biographie

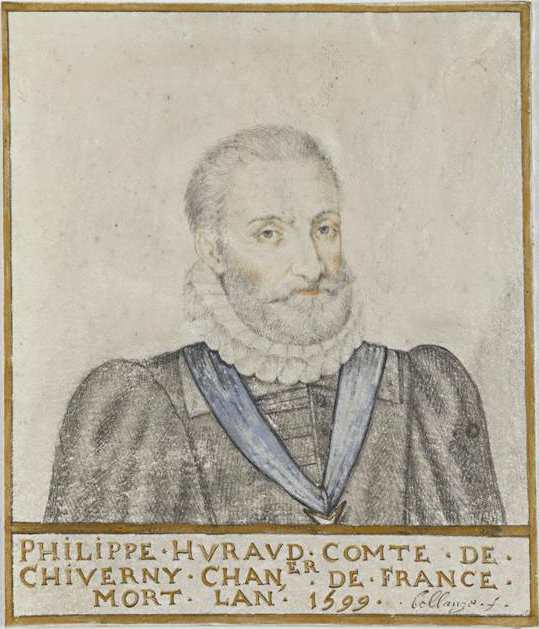
Philippe Hurault de Cheverny.
Portrait par Thierry Bellangé, château de Pau, XVIIe siècle.

Septième enfant de Raoult II Hurault († devant Naples en 1527/1528), seigneur de Cheverny et contrôleur des Finances du roi François Ier, et de Marie de Beaune († 1567), fille de Jacques de Beaune, baron de Semblançay, il était destiné à la carrière ecclésiastique, selon les vœux de son père qui mourut quelques semaines après sa naissance, lors de la Septième guerre d'Italie. Il disposait du soutien de son cousin Étienne de Poncher, archevêque de Tours, ainsi que de ses oncles Jacques Hurault, évêque d'Autun, et Philippe Hurault, abbé de Marmoutier. Mais leur disparition le décida à choisir une autre carrière. Troquant la robe pour l'épée, il accompagna Henri II dans la campagne d'Allemagne contre Charles Quint.
Il fut conseiller au parlement de Paris, rachetant en 1552 la charge de Michel de L'Hospital, et maître des requêtes en 1562. Il assista aux batailles de Jarnac et de Moncontour. Henri III le nomma garde des sceaux en 1578, lieutenant général de l'Orléanais et du pays Chartrain en 1582.
Après la journée des Barricades, il fut disgracié, à cause de ses liaisons avec les Ligueurs, et s'éloigna de la cour. Henri IV le rappela en août 1590 et lui rendit les sceaux qu'il conserva jusqu'à sa mort.
Il fut marié à Anne de Thou, après avoir obtenu une dispense de Rome en 1566 confirmant la résignation de ses bénéfices, mais on lui prête notoirement une relation avec Isabeau Babou (v.1551-1625), fille de Jean II Babou de La Bourdaisière, dame de Sourdis par son mariage avec François d'Escoubleau ci-dessous, et aussi dame d'Alluyes au Perche-Gouët par sa mère Françoise Robertet, dernière fille de Florimond Ier Robertet ; il est réputé être l'amant de ladite Isabeau Babou, et même partager la vie de cette influente tante maternelle de Gabrielle d'Estrées (maîtresse du roi Henri IV, fille de Françoise Babou, la sœur aînée d'Isabeau). D'ailleurs, Françoise Babou de la Bourdaisière, femme d'Antoine d'Estrées et mère de Gabrielle d'Estrées, leur confiera ses enfants — à l'exception de la plus petite, Julienne Hippolyte — lors de sa fuite tragique en 1590-1592 à Issoire avec son amant, le marquis Yves IV d'Alègre, gouverneur de cette ville (cf. l'article d'Alègre > Famille ; ils furent tués lors d'une sédition populaire le 9 juin 1592).
La famille Hurault était propriétaire du château de Cheverny depuis plusieurs générations mais, après la saisie du lieu par le roi, Philippe Hurault dut le racheter à Diane de Poitiers et fit ériger le domaine en vicomté puis en comté (en 1577/1582). Il posséda aussi une demeure à l'est de Paris, au domaine de la Roquette, et vers 1587 acquit la seigneurie d'Auneau sur Henri de Joyeuse (puis Auneau sera cédé à François d'Escoubleau de Sourdis d'Alluyes, le propre mari d'Isabeau Babou de La Bourdaisière ci-dessus). Dans les environs d'Auneau, en Beauce, le chancelier acquit aussi Esclimont, Gallardon, la vicomté du Tremblay ; en Hurepoix, Bréthencourt et Limours (en 1597 ; le domaine avait appartenu à son oncle par alliance Jean Poncher, père de son cousin Etienne ; il en devint comte en 1606/1607) ; en Bourbonnais, la baronnie d'Huriel (sur Jacques II Hurault, de la branche aînée de Vibraye et d'Huriel). De sa mère Marie de Beaune, il hérita la Tour d'Argy (Les Roches Neuves), et compléta ce domaine par l'achat de la terre de Montrichard en 1585.
On a de lui des Mémoires de 1567 à 1599.
D'Anne de Thou, il eut pour enfants, : 
- Henri Hurault (1575-1648), comte de Cheverny, sire d'Esclimont et de Gallardon, x 1° 1588 Françoise de Chabot-Charny († 1602 ; réputée infidèle, son mari Henri aurait provoqué sa mort), et 2° v. 1604/1610 Marie Gaillard de la Morinière († 1635), d'où, parmi sept enfants, tous du 2° semble-t-il) : 
  - Marc-Antoine († 1625) et Henri Hurault (1617-† 1635) : deux seigneurs d'Esclimont ; Philippe Hurault, seigneur de Bréthencourt ;
  - Anne-Marguerite Hurault (v. 1620-† 1658 ; Sans postérité), x 1° 1635 Erasme de Daillon, comte de Briançon (1605-1637 ; dernier fils de François de Daillon du Lude et Françoise de Schomberg), et x 2° Charles d'Aumont (1606-† 1644 au siège de Landau ; fils de Jacques II d'Aumont (v. 1580-1614) et de Charlotte-Catherine de Villequier de La Guerche) ;
  - Cécile-Elisabeth Hurault (1618-† 1695), comtesse de Cheverny, x 1645 François-de-Paule de Clermont d'Amboise (1620-1676), marquis de Montglas/de Montglat : Postérité.
- Philippe Hurault de Cheverny (1579-1620), évêque de Chartres
- Louis Hurault († 1639), comte de Limours, baron d'Huriel, vicomte du Tremblay, sire de Montrichard, x Isabelle d'Escoubleau de Sourdis, fille de l'amante de son père le chancelier, Isabeau Babou, et de François d'Escoubleau de Sourdis
- Marguerite Hurault (1574-1614), x 1° Guy III de Laval-Loué (1565-1590), marquis de Nesle, comte de Joigny, puis 2° 1593 Anne d'Anglure, baron de Givry (1562-1594), puis 3° Armand Le Dangereux, comte de Maillé, seigneur de Beaupuy
- Anne Hurault (1577-1635), x 1° 1592 Gilbert de La Trémoïlle, marquis de Royan et comte d'Olonne († 1603 ; Postérité), puis x 2° 1612 Charles, marquis de Rostaing, comte de La Guierche au Maine, comte de Rostaing (Bury, Brou et Onzain), sire de Villemomble (1573-1660 ; fils du marquis Tristan de Rostaing et d'autre Françoise Robertet, dame de Brou (en Perche-Gouët), nièce de la mère d'Isabeau Babou ; cf. l'article Sury)
- Catherine Hurault (1583-1615), x 1° Virginal d'Escoubleau de Sourdis, marquis d'Alluye(s) (en Perche-Gouët), fils de l'amante de son père le chancelier, Isabeau Babou, et de François d'Escoubleau de Sourdis, puis x 2° Antoine d'Aumont (1562-1635 ; oncle de Charles d'Aumont, le 2° mari d'Anne-Marguerite Hurault ci-dessus), marquis de Nolay et comte d'Estrabonne, baron de Chappes, fils du maréchal Jean VI d'Aumont et d'Antoinette Chabot (tante de la malheureuse Françoise (de) Chabot, 1° femme d'Henri Hurault ci-dessus ; veuf d'Antoinette Chabot, le maréchal Jean VI d'Aumont se remaria avec Françoise Robertet, la mère d'Isabeau Babou)
- deux enfants naturels lui sont reconnus : Raoul Hurault (abbé de St-Nicolas en 1572), et Marie Hurault (femme de Raymond de Fontebride, sgr. de Sane)[5]
- et peut-être Henri d'Escoubleau de Sourdis (1593-1645), archevêque de Bordeaux, officiellement fils d'Isabeau Babou et de François d'Escoubleau de Sourdis[3],[6].

## Famille et amis
- Jacques-Auguste de Thou est son beau-frère. Il l'évoque dans ses Mémoires.
- Robert Garnier lui dédia sa Bradamante (1582). D'après Marie-Madeleine Mouflard (R. Garnier, La vie, p. 341), Garnier connaissait Cheverny depuis au moins 1574.

## Honneurs
- France : Chancelier de l'Ordre du Saint-Esprit (1578-1599)
- France : Chevalier de l'Ordre de Saint-Michel (par définition)